# Anna Lönnqvist
Anna Lönnqvist, född 1973 i Luleå, är en svensk författare. Lönnqvist har bland annat skrivit Tjugo år till dig och Julia och Jack och debuterade som författare år 2014 med boken Tills kärleken skiljer oss. Julia och Jack blev tilldelad Årets Feelgood pris 2019.
Lönnqvist skriver böcker inom romantisk feelgood genren.